# Formazione aziendale
La formazione aziendale nel linguaggio della microeconomia o economia aziendale  è quella attività strutturata di un'azienda che si propone di insegnare al proprio personale competenze specifiche ad essa o a dei suoi settori correlati.

## Descrizione generale
Si intende per formazione aziendale il trasferimento di sapere, tecnologie e capacità definite anche come capitale di conoscenze all'interno delle organizzazioni. Tale processo costituisce non solo un vantaggio per l'organizzazione stessa, ma anche per chi utilizza i suoi servizi e per il singolo individuo.
Oggi si fa una distinzione tra apprendimento individuale e apprendimento organizzativo, che avviene attraverso il passaggio dalla conoscenza individuale a quella organizzativa. L'organizzazione quindi apprende attraverso l'apprendimento dei singoli o attraverso l'inserimento di nuove persone, ma tale conoscenza non diventa capitale aziendale fino a quando non è condivisa al suo interno.

## Caratteristiche
Intendere le risorse umane (il personale dipendente) di un'azienda come proprio capitale (in quanto ricchezza aziendale di professionalità) porta a investire logicamente in esso per un miglior rendimento sia professionale sia umano dello stesso.
Nel training aziendale si usano le più svariate tecniche, dagli ovvi e normali corsi interni di addestramento al singolo ruolo (apprendistato), fino alle più innovative esperienze sviluppate negli Stati Uniti d'America. Non è raro quindi oggi ritrovare tra queste: corsi di comicoterapia, murder party, gare sportive (canoa, vela) o semplici giochi corali. Scopi come la costruzione del gruppo sono facilmente raggiunti in tale modo. Molte aziende riescono a valorizzare anche l'autoaggiornamento dei dipendenti, inserendolo nei programmi di formazione aziendale.
La formazione aziendale si articola in genere in quattro grandi fasi:
1. analisi dei fabbisogni formativi,
2. progettazione dell'intervento formativo,
3. erogazione dell'intervento formativo in modalità aula, outdoor, online o combinazioni dei canali menzionati,
4. valutazione dell'intervento formativo.

Queste fasi non sono realizzate una tantum ma — secondo le migliori prassi — devono rappresentare un ciclo permanente all'interno di un processo di formazione continua in azienda, atto a sviluppare il capitale umano, intellettuale e professionale dell'impresa stessa.
La formazione aziendale, a differenza di quella accademica, è spesso orientata al "saper fare" e non si limita ai "saperi" e alle conoscenze. Si occupa quindi delle applicazioni aziendali di quanto si apprende, scopo per il quale diventa indispensabile fare formazione anche ricorrendo a giochi, role playing, simulazioni, business-cases e altri esercizi esperienziali.
Per questi motivi e per l'investimento che la formazione richiede, essa può essere sottoposta a misurazione di efficacia e ritorno dell'investimento, così come a fasi pre-aula, di analisi dei fabbisogni formativi, bilancio delle competenze e assessment.